# Enrique Ceballos Quintana
Enrique Ceballos Quintana (siglo XIX-siglo XX) fue un militar y escritor español de la segunda mitad del siglo XIX.

## Biografía
Jefe del Arma de Infantería, fue un escritor fecundo, autor de numerosos libros de instrucción militar, fantasía y educación, novelas, poemas, obras teatrales y poesías líricas.  Colaboró en numerosos periódicos literarios, especialmente de educación infantil, y dirigió en 1868 en Madrid El Diario de los Pobres.  Entre las publicaciones periódicas en las que participó figuran El Bazar (1874-1875), La Niñez (1879-1883), Los Niños (Barcelona, 1883-1886)  y El Mundo de los Niños (1891).